# Rade de Lorient

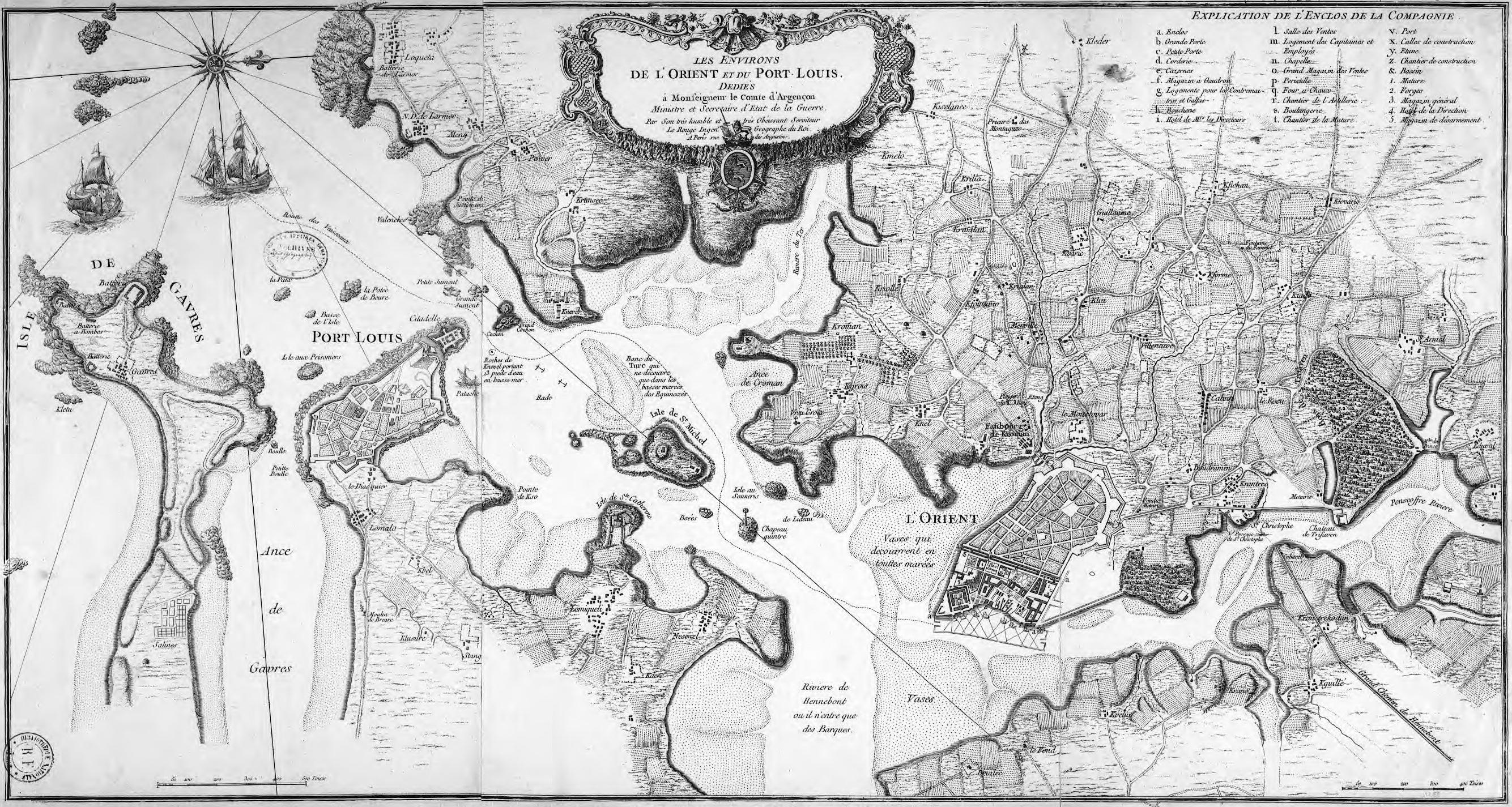
La rade de Lorient en 1750.

La rade de Lorient actuelle.

La rade de Lorient est une rade de France située dans l'ouest du Morbihan.

## Géographie
La rade de Lorient constitue l'embouchure du Blavet, du Scorff et du Ter dans l'océan Atlantique. Elle compte plusieurs installations portuaires, notamment des ports de plaisance mais aussi les infrastructures de la base sous-marine de Lorient. Orientée nord-est-sud-ouest, elle comporte en son centre une île, l'île Saint-Michel, et communique avec l'océan Atlantique au sud par deux passes, la passe Sud et la passe Ouest, séparées par des récifs. Sa partie nord est appelée plus spécifiquement rade de Pen-Mané tandis que celle au sud est appelée rade de Port-Louis.
Elle est bordée à l'ouest par les communes de Larmor-Plage, Lorient et Lanester et à l'est par celles de Kervignac, Locmiquélic, Port-Louis et Gâvres.

## Installations portuaires
- Lorient
  - Base sous-marine de Lorient
  - Port de pêche de Keroman : deuxième port de pêche de France en tonnage et premier en valeur ajoutée. 27 000 tonnes par an, 3 000 emplois directs dont 700 embarqués et 130 bateaux immatriculés au port de Lorient.
  - Port de commerce de Kergroise : deuxième port de la région Bretagne, 2,6 millions de tonnes par an dont produits pétroliers, aliments pour bétail, sable, conteneurs
  - Port de voyageurs : plus de 457 500 passages par an vers les îles de Groix et Belle-Île-en-Mer.
  - Port militaire : près de 3 800 militaires travaillent entre l'arsenal, la base d'aéronautique navale de Lann-Bihoué ainsi que l'état-major de la force maritime des fusiliers marins et commandos.
  - Port de plaisance : 370 places de pontons sur le port de Lorient
- Larmor-Plage
  - Port de plaisance de Kernevel (1 000 places)
- Locmiquélic
  - Ports de plaisance de Sainte-Catherine (457 places) et de Pen Mané (150 places)
  - Port de pêche
- Port-Louis
  - Port de plaisance (450 places)
  - Port de pêche
- Gâvres
  - Port de plaisance (57 places)

## Épaves
Plus de 350 épaves sont répertoriées dans la rade, dont celle de l'Isère, le navire qui a transporté la statue de la Liberté jusqu'à New York.